# Pie Town
Pie Town (traduisible par la ville de tourtes) est un village dans l’Ouest de Nouveau-Mexique. Il se trouve à environ 145 kilomètres ouest de Socorro sur l'U.S. Route 60.

## Géographie
Pie Town se trouve sur la ligne continentale de partage des eaux. Le village est entouré par des montagnes. Le Continental Divide Trail qui est un grand sentier pédestre parcourut le village.

## Histoire

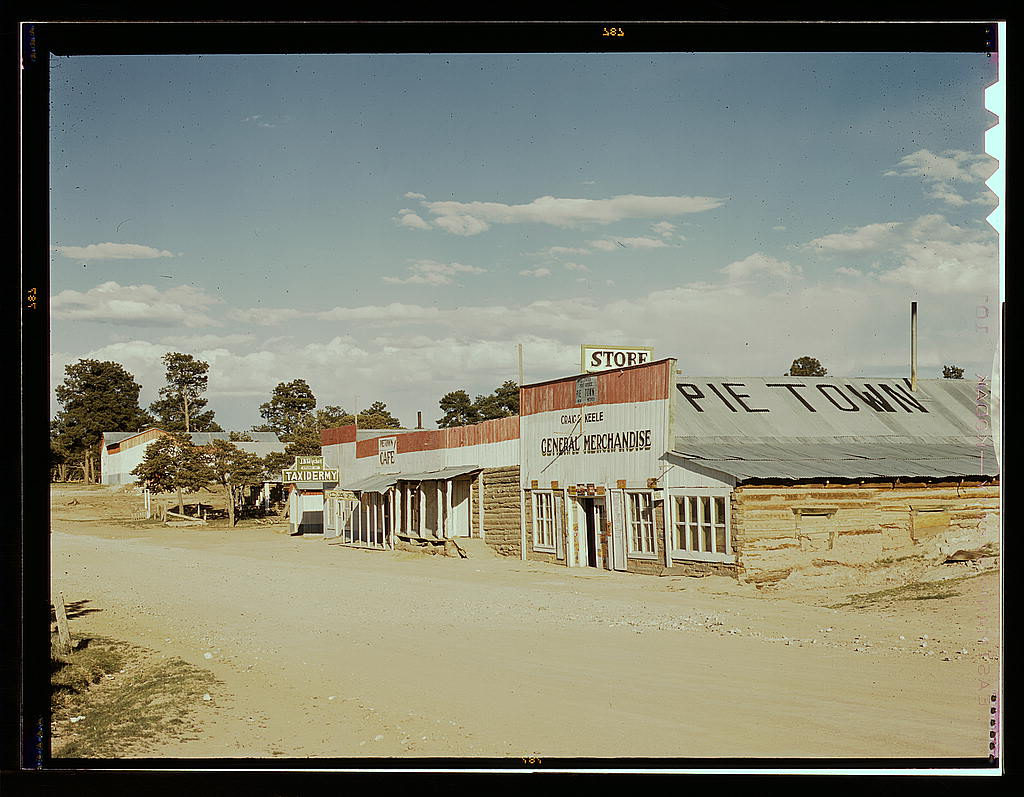
Un photographe de Russell Lee de Pie Town en 1940

Pendant les années 1920, Pie Town fut fondée par Clyde Norman. Il a créé un bazar et restaurant où on trouve les tourtes. La tradition de cuisson des tourtes à Pie Town continue jusqu'à ce jour. En 1940, Russell Lee, un photographe photojournaliste américain, prenait plus de 600 photos dans le village. Les photos présentaient la détermination américaine contre les mauvaises conditions de vie qui sont souvent une conséquence de la Grande Dépression.   
Depuis 1993, il est connu aussi pour son antenne qui est un de 10 qui comprend le Very Long Baseline Array (traduisible par réseau à très longue ligne de base).